# Buíque
Buíque este un oraș în Pernambuco (PE), Brazilia.